# 要求废除安保法制和恢复立宪主义的市民联合
要求废除安保法制和恢复立宪主义的市民联合（日语：／），简称市民联合，是日本的一个选举联盟（拥有市民团体地位），成立于2015年12月20日，由立宪民主党、日本共产党、社会民主党和令和新选组组成。该组织旨在支持主张废止安全保障关联法的在野党统一候选人。